# Arrigo Polillo
Arrigo Polillo (Pavullo nel Frignano, 12 luglio 1919 – Milano, 17 luglio 1984) è stato un giornalista e critico musicale italiano che iniziò la sua attività come avvocato prima di dedicarsi al giornalismo e alla storia della musica..

## Biografia

### Esordi
Si laureò in legge a Milano, dove per alcuni anni esercitò la professione forense, prima di diventare dirigente (fino al 1968) della casa editrice 'Arnoldo Mondadori'. Fu redattore capo della rivista Musica Jazz sin dalla sua fondazione, -avvenuta nel 1945- e suo direttore dal 1965, sino alla propria scomparsa.
Organizzatore di un gran numero di festival del jazz  -  tra cui il Festival Internazionale del Jazz di Sanremo, 1956-1965, primo del genere in Europa-  e di centinaia di concerti, ha scritto diversi libri sul jazz e in particolare Jazz – La vicenda e i protagonisti della musica afro-americana (Mondadori, 1975), da allora ristampato e ampliato più volte; tradotto in molte lingue, è tutt'oggi il lavoro di storiografia jazzistica più importante in lingua italiana. Oltre che su Musica Jazz, suoi articoli apparvero su Il Giorno, Epoca, Panorama e altri periodici anche stranieri. Notevole la sua attività radiofonica e televisiva. Non aveva alcuna formazione musicale.

### Attività
Scrittore e polemista arguto, sempre per Mondadori pubblicò nel 1978 un libro di memorie jazzistiche, Stasera Jazz, ristampato nel 2007 dalla casa editrice fondata dal figlio nel 1995, la  Marco Polillo Editore.

## Riconoscimenti
Il premio che la rivista Musica Jazz assegna ogni anno al miglior disco di jazz italiano è a lui intitolato.

## Centro Nazionale Studi sul Jazz presso Siena Jazz
Le sue raccolte di libri e dischi sono state donate alla Associazione Siena Jazz e hanno formato il primo nucleo del Centro Nazionale Studi sul Jazz a lui dedicato, il Centro Nazionale Studi sul Jazz "Arrigo Polillo" fondato nel 1989.

## Saggistica, storia del jazz
- Enciclopedia del jazz, Edizioni Messaggerie Musicali, 1954 (con Gian Carlo Testoni, Giuseppe Barazzetta, Roberto Leydi, Pino Maffei).
- Il jazz moderno – Musica del dopoguerra, Ricordi, 1958
- Il jazz di oggi, Ricordi, 1961
- Conoscere il jazz, Mondadori, 1967
- Jazz – La vicenda e i protagonisti della musica afro-americana, Mondadori, 1975
- La storia del jazz, cinque audiocassette, Mondadori, 1976
- Le voci del jazz, due audiocassette, Mondadori, 1977
- Stasera jazz, Mondadori, 1978; Marco Polillo Editore, 2007
- con Roberto Polillo, "Swing, Bop & Free - Il jazz degli anni 60", Marco Polillo Editore, 2006
- Franco Fayenz (a cura di), Jazz: la vicenda e i protagonisti della musica afro-americana, Milano, A. Mondadori, 2000, ISBN 9788804427339, OCLC 439990000.

## Narrativa per ragazzi
- L'omino che fermava i sogni, Signorelli, 1950; Mondadori, 1966